# Schloss Wildberg
Schloss Wildberg är ett slott i Österrike.   Det ligger i distriktet Horn och förbundslandet Niederösterreich, i den nordöstra delen av landet, 80 km nordväst om huvudstaden Wien. Schloss Wildberg ligger 531 meter över havet.
Terrängen runt Schloss Wildberg är huvudsakligen platt, men österut är den kuperad. Närmaste större samhälle är Horn, 10,8 km sydost om Schloss Wildberg. 
Trakten runt Schloss Wildberg består till största delen av jordbruksmark. Runt Schloss Wildberg är det ganska glesbefolkat, med 42 invånare per kvadratkilometer.